# Piotr Bużeński
Piotr Bużeński herbu Poraj (ur. ok. 1512–1514 roku – zm. 4 maja 1579 roku) – sędzia ziemski sieradzki w latach 1557–1578, starosta brzeźnicki, starosta dobczycki w 1578 roku.
Poborca w województwie sieradzkim, poseł sieradzki na sejm 1553 roku, poseł sieradzki na sejm 1556/1557 roku, poseł na sejm koronacyjny 1574 roku z województwa sieradzkiego, poseł sieradzki na sejm konwokacyjny 1574 roku.
Był protestantem.